# Гриба, Лиана Дмитриевна
Лиана Дмитриевна Гриба (род. 22 января 1998; Рига, Латвия) — российская киноактриса.

## Биография
Родилась 22 января 1998 года в Риге.
Имеет музыкальное образование, с 2013 года по 2017 год обучалась в Рижском музыкальной училище имени Язепа Мединя. В 2021 году окончила ВГИК, педагогом был В. А. Грамматиков. Первые роли были эпизодическими, позже перешла на второстепенные, затем на главные. В 2021 году сыграла Марину,  одну из главнях ролей в телесериале «Очень плохая невеста», в 2023 году сыграла Карину, одну из главных ролей в телесериале «Дурная кровь». Наиболее известная по главной роли Саши Гордеевой в мелодраме «Постучись в мою дверь в Москве» (2024).

### Личная жизнь
8 августа 2024 года вышла замуж за актёра театра и кино Артёма Губина. Свадьба состоялась в одном из московских ЗАГСов.

## Фильмография
- 2024 — Постучись в мою дверь в Москве — Саша Гордеева (главная роль)
- 2024 — Десять дней до весны — Ксюша
- 2023 — Дурная кровь — Карина (главная роль)
- 2023 — Дорога к счастью — Марта
- 2022 — Свадебный марш — Юлиана
- 2022 — Под одной крышей — Лиза Котлова
- 2022 — Монастырь — школьница-гопница
- 2022 — Марш утренней зари — скрипачка
- 2022 — Ловец снов — Юля
- 2021–2022 — Триггер — соискательница
- 2021 — Хрустальный — Эля
- 2021 — Секрет семейной жизни — Марго
- 2021 — Регби — Виктория
- 2021 — Очень плохая невеста — Марина (главная роль)
- 2021 — Отель Феникс — Кристина
- 2021 — Окно (короткометражный) — участие
- 2021 — Ищейка-6 — Мила Тишкина
- 2020 — Судьба диверсанта — Светлана Климко
- 2020 — Гадалка. Новый сезон — свидетельница
- 2018 — Последний шанс — эпизод
- 2018 — Джокер–3. Охота на зверя — эпизод
- 2017 — Отцы — эпизод